# Aéroport international de Malacca
L'aéroport international de Malacca (code IATA : MKZ • code OACI : WMKM) (anciennement Aéroport de Batu Berendam) est un aéroport situé à Batu Berendam, dans l'état de Malacca en Malaisie.

## Histoire

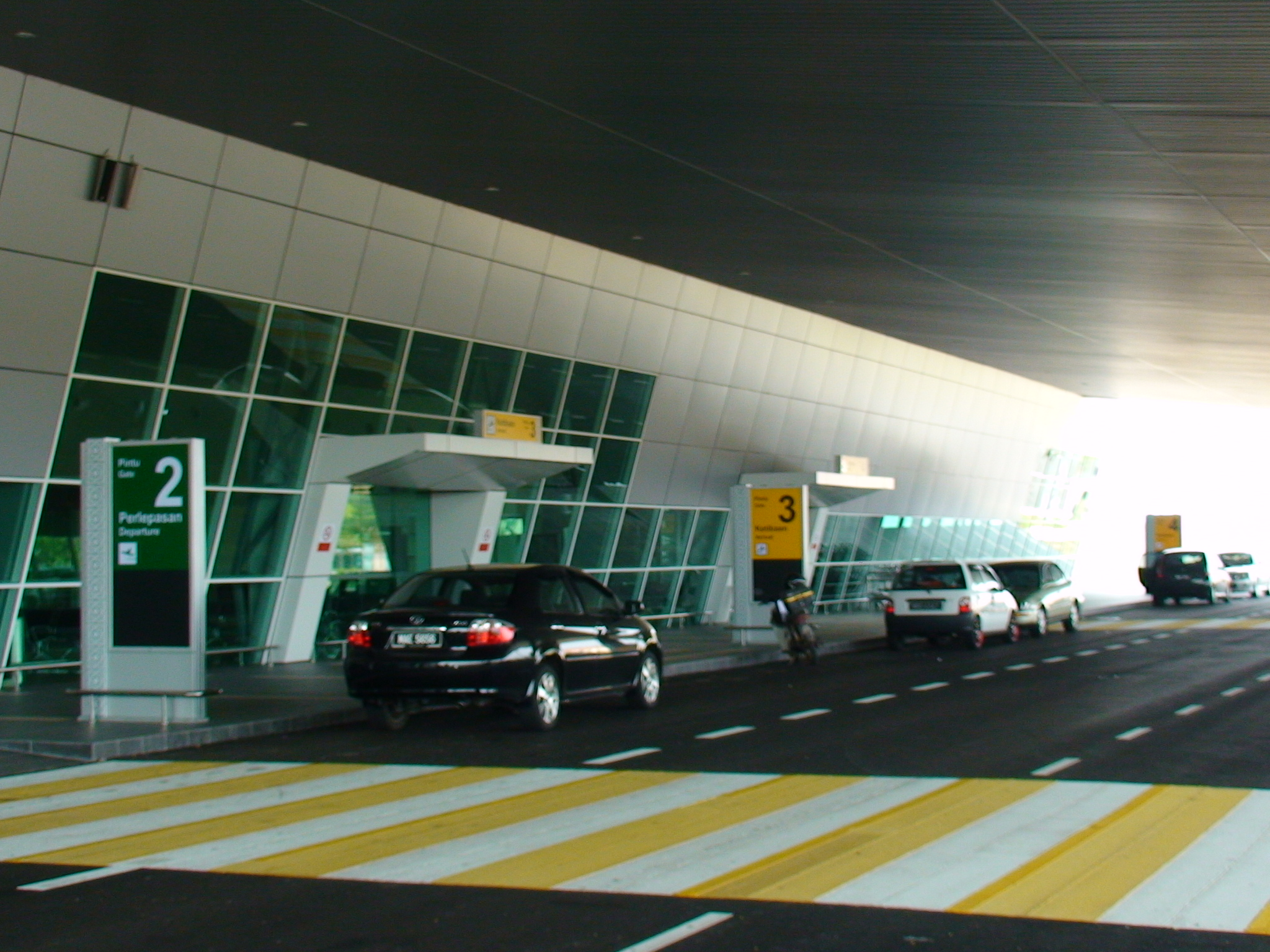
Entrée du nouveau terminal.

L'aéroport fuit construit en 1952.

### Nouveau terminal
La construction du nouveau terminal débute le 1er avril 2006. La piste passe alors de 1 372 mètres à 2 135 mètres, permettant l'accueil des Boeing 737 et des Airbus A320. Le nouveau terminal dispose d'une surface de 7 000 m2 et des installations standards internationales. La tour de contrôle est également remplacée.
En mai 2009, le nouveau terminal est inauguré, et peut désormais accueillir 1,5 million de passagers annuels contre 30 000 auparavant. L'aéroport reçoit la visite du Premier Ministre de la Malaisie, Datuk Seri Najib Tun Razak en février 2010. Durant sa visite, il rebaptise l'aéroport Aéroport international de Malacca.

## Situation
| Alor · Setar Ba'kelalan Bario Bintulu Ipoh Johor Bahru Kerteh Kota Bharu Kota · Kinabalu Kuala · Lumpur Kuala Terengganu Kuantan Kuching Kudat Labuan Lahad Datu Langkawi Lawas Limbang Long · Akah Long · Banga Long Lellang Long · Seridan Malacca Marudi Miri Mukah Mulu Pulau · Pangkor Penang Pulau Redang Sandakan Sibu Subang Tanjung · Manis Tawau |

## Compagnies aériennes et destinations
| Compagnies  | Destinations                                                  |
| ----------- | ------------------------------------------------------------- |
| Malindo Air | Pekanbaru (Simpang Tiga), Penang                              |
| XpressAir   | Pekanbaru (Simpang Tiga) Charter : Palembang-M. Badaruddin II |

Édité le 28/02/2018

## Trafic et statistiques
Pour des raisons techniques, il est temporairement impossible d'afficher le graphique qui aurait dû être présenté ici.

Voir la requête brute et les sources sur Wikidata.